# カジンツバルツィカイSC
カジンツバルツィカイ・シュポルト・ツルブ（Kazincbarcikai Sport Club）は、ハンガリーのボルショド・アバウーイ・ゼンプレーン県カジンツバルツィカをホームタウンとするサッカークラブである。

## 歴史
クラブは1957年6月26日にカジンツバルツィカイ・ムンカーシュ・テシュテゼー・ケル (KMTK: Kazincbarcikai Munkás Testedző Kör) として創設され、最初のクラブカラーは赤と白であった。1968年1月にクラブカラーが青と黄に変更され、同年12月にカジンツバルツィカイ・ヴェジェース・シュポルトエジェシュレト (KVSE: Kazincbarcikai Vegyész Sportegyesület) に改称された。
1981-82シーズンにネムゼティ・バイノクシャーグII・東グループで優勝してネムゼティ・バイノクシャーグI昇格プレーオフに進出したが、MTKブダペストに2試合合計スコア1-2で敗れた。1989-90シーズンにも入れ替え戦に進出したが、ブダペスト・ホンヴェードに2試合合計スコア2-3で敗れてNB I昇格を逃した。
1991年にマジャル・クパで準決勝に進出したが、ヴァーツに敗れた。
1993年にKVSEはカジンツバルツィカ・ヴァーロシSEとカジンツバルツィカイ・シュポルト・ツルブ (KBSC: Kazincbarcikai Sport Club) に分割された。
2001年から2006年までMTKブダペスト、2010年からプスカシュ・アカデーミア、後にディオーシュジュールと協力関係にあった。
2017年にネムゼティ・バイノクシャーグIII・東グループで優勝し、2013年以来となるNB IIに昇格した。

## 歴代監督
- キプリッチ・ヨージェフ 2012-2013

## 歴代所属選手
- エレク・アーコシュ 2004-2008